# O Especialista
The Specialist (br/pt:O Especialista) é um filme estadunidense de 1994, dos gêneros ação, espionagem e suspense, dirigido por Luis Llosa e produzido pela Warner Bros. É estrelado por Sylvester Stallone, Sharon Stone, James Woods, Eric Roberts e Rod Steiger. É vagamente baseado na série de romances "The Specialist", de John Shirley. O filme tornou-se um sucesso de bilheteria arrecadando mais de US$ 170 milhões em um orçamento de US$ 45 milhões de dólares, e a versão de "Turn the Beat Around" de Gloria Estefan se tornou uma sensação de dança.
O filme teve uma resposta crítica negativa, pois tem uma taxa de aprovação de 7% no Rotten Tomatoes, com base em 28 comentários. Roger Ebert deu a ele duas de quatro, afirmando que "O Especialista é um daqueles filmes que força os personagens através de labirintos tortuosos de diálogo e ação, para explicar uma trama que é tão improvável que não vale a pena o esforço. Você conhece um filme em apuros quando as pessoas na fila da garagem depois tentam descobrir quais eram as motivações da heroína". A cena de sexo no chuveiro também recebeu críticas da crítica especializada, “A cena está tão produzida que o sexo nunca pareceu tão vulgar e tão pouco sexy. Um monumento ao anticlímax. São duas pessoas desconectadas porque estão concentradas demais em si mesmas”, descreveu Lisa Schwarzbaum na Entertainment Weekly. “Parece um vídeo de exercícios: as estrelas oferecem seus corpos à câmera como se estivessem numa competição de fisiculturismo”, criticou Hal Hinson no The Washington Post. “A estranha forma como Stallone acaricia a cabeça de Stone, com o braço esticado para trás revolvendo seu cabelo com a palma da mão enquanto olha para frente distraído, é a forma como um homem acariciaria seu gato enquanto pensa em outras coisas mais importantes”, disse Quentin Curtis no The Independent.
O filme está listado no livro do fundador do Framboesa de Ouro John Wilson, The Official Razzie Movie Guide, como um dos "100 filmes ruins mais divertidos já feitos".

## Sinopse
May Munro, uma mulher que teve os pais assassinados por cruéis bandidos a mando de Joe Leon, um poderoso chefão do crime, conhece um especialista em bombas da CIA chamado Ray Quick. Com sede de vingança, ela o convence a ajudá-la. Eles acabam se envolvendo numa trama quente e eletrizante de romance e ação.

## Elenco
| Ator / Atriz          | Personagem                  |
| --------------------- | --------------------------- |
| Sylvester Stallone    | Ray Quick                   |
| Sharon Stone          | May Munro                   |
| James Woods           | Ned Trent                   |
| Eric Roberts          | Tomas Leon                  |
| Rod Steiger           | Joe Leon                    |
| Mario Ernesto Sanchez | Charlie                     |
| Tony Munafo           | Tony                        |
| Rex Reddick           | Punk                        |
| Carmen More           | Policial                    |
| Ashley Nolan          | Recepcionista do hotel      |
| Jon Curry             | Atendente do estacionamento |
| Brent Sexton          | Manny                       |

## Prêmios e indicações
No Framboesa de Ouro, o filme foi indicado em cinco categorias e ganhou dois deles.
- Pior Filme - Nominated
- Pior Ator (Sylvester Stallone) - Nomeado
- Pior Atriz (Sharon Stone, também indicada por Intersection) - Venceu
- Pior Ator Coadjuvante (Rod Steiger) - Nomeado
- Pior Casal na Tela (Stallone e Stone) - Venceram (empatados com Tom Cruise e Brad Pitt por Interview with the Vampire)

No Stinkers Bad Movie Awards, o filme foi indicado em quatro categorias e ganhou um deles.
- Pior Filme - Nomeado
- Pior Ator (Sylvester Stallone) - Nomeado
- Pior Ator (Rod Steiger) - Nomeado
- Pior Atriz (Sharon Stone, também por Intersection) - Venceu

No MTV Movie Awards, Sharon Stone foi indicada na categoria de mulher mais desejável, mas perdeu para Sandra Bullock em Speed.